# Uwe Panten
Uwe Panten (* 10. Februar 1940 in Marburg/Lahn) ist ein deutscher Pharmakologe und Hochschullehrer.

## Werdegang
Uwe Panten studierte nach dem Abitur im Jahr 1959 bis 1964 Humanmedizin an den Universitäten Marburg und
Göttingen. Er wurde 1965 am Institut für Pharmakologie und Toxikologie der Universität promoviert, an dem er – mit wenigen Unterbrechungen – bis 1994 tätig war, ab 1978 als Professor. 1965 war Panten wissenschaftlicher Mitarbeiter am Physiologisch-chemischen Institut der Universität München und von 1966 bis 1967 als Medizinalassistent am Kreiskrankenhaus Eschwege. 1967 erhielt er die ärztliche Approbation und setzte seine wissenschaftliche Arbeit am Pharmakologischen Institut in Göttingen fort. 1972 folgte die Habilitation für das Fach Pharmakologie und Toxikologie mit einer Arbeit über Stoffwechsel und Insulinsekretion isolierter Pankreasinseln, 1975 die Anerkennung als Facharzt für Pharmakologie und Toxikologie. 1976 bis 1978 war er – neben seiner Tätigkeit als Akademischer Rat an seinem Institut –  Gastforscher am Max-Planck-Institut für Biophysikalische Chemie in Göttingen. 1978 wurde er zum Professor ernannt. 1994 erhielt Uwe Panten den Ruf auf die Professur für Pharmakologie und Toxikologie der Technischen Universität Carolo-Wilhelmina zu Braunschweig, die er bis zu seiner Emeritierung im Jahr 2005 innehatte.
Forschungsschwerpunkte von Uwe Panten sind die Physiologie, Biochemie und Pharmakologie der pankreatischen Beta-Zelle sowie die Pharmakotherapie des Diabetes mellitus.

## Schriften
- Publikationen von Uwe Panten in PubMed

## Ehrungen
- 2001: Paul-Langerhans-Medaille